# Club Atlético Talleres
O Club Atlético Talleres, também conhecido como Talleres de Córdoba (Oficinas [ferroviárias] de Córdoba), é um clube esportivo argentino da cidade de Córdoba. Fundada em 12 de outubro de 1913, a instituição é conhecida principalmente por seu time de futebol, que atualmente joga na Primera División do Campeonato Argentino e ostenta como maior conquista a Copa Conmebol de 1999.
O clube pertence atualmente a mais de 70.000 sócios e é a associação poliesportiva cordobesa com o maior número de sócios vigentes.
Participou de vários torneios internacionais nos últimos anos, incluindo a Copa Sul-Americana e a Copa Libertadores da América, onde chegou às Quartas de Final em 2022. Foi vice-campeão argentino em 1977, 2023 e 2024.
Sua sede formal é o estádio La Boutique, de propriedade do Talleres, localizado no Bairro Jardín Espinosa, com capacidade para receber 18 mil espectadores. Por conta disso, o clube costuma mandar suas partidas no Estádio Mario Alberto Kempes, de propriedade provincial e com capacidade para 57 mil torcedores.
“La T” também investe ativamente em sua Academia, que formou vários jogadores de futebol conhecidos: José Luis Cuciuffo, Daniel Willington, Luis Antonio Ludueña, Luis Galván e Victorio Ocaño, em anos anteriores; e Javier Pastore, Julio Buffarini, Cristian Pavón e Emanuel Reynoso nos últimos anos.
Galván, assim como Miguel Oviedo e José Daniel Valencia (os três jogando pelo Talleres), fizeram parte do elenco que levou a Seleção Argentina a vencer a Copa do Mundo FIFA de 1978.
O maior rival do Talleres no futebol é o Club Atlético Belgrano, da mesma cidade, cuja rivalidade é conhecida como o Clássico Cordobês.

## História
O clube foi fundado em 1913, como "Atlético Talleres Central Córdoba", por trabalhadores da  e com apoio da empresa. Um de seus fundadores, o inglês Tomas Lawson, baseou-se no Blackburn Rovers, em seu ex-clube, para criar as listras albicelestes do escudo do time argentino. Pouco antes de estrear no  de 1914, o clube ferroviário fundiu-se com o Olimpo Infaltil, uma equipe formada por jovens jogadores participantes da segunda e terceira divisões que havia sido expulsa da liga cordobesa. Como o nome de Club Atlético Central Córdoba, "La T" venceu os campeonatos locais de 1915 e 1916. Na temporada seguinte, o clube envolveu-se em um incidente numa partida da liga cordobesa contra o Belgrano, em novembro de 1917. Perdendo por 1 a 0, o atacante Horacio Salvatelli dividiu uma bola com o goleiro adversário, quando o agrediu para marcar o gol de empate. O tento foi anulado pelo árbitro e Salvatelli saiu de campo preso. Como sanção, o Central Córdoba acabaria desvinculado da Liga, mas alguns dias, seria aceito novamente desde que mudasse de nome, surgindo o Club Atlético Talleres (como tinha sido originalmente batizado). Salvatelli também seria perdoado e voltaria a defender seu clube até 1926. Nesse período, o Talleres venceu os campeonatos locais de 1918, 1921, 1922, 1923 e 1924.
Em 1931, o clube recebeu um terreno no Barrio Jardín para construir seu próprio estádio. O projeto foi realizado pelos engenheiros Allende Posse e Agenor Villagra, a um custo de US$ 70 000. O  foi inaugurado em 12 de outubro de 1931, com um amistoso entre Talleres e o time uruguaio Rampla Juniors. Entre 1934 e 1969, conquistou mais 14 títulos cordobeses. Também neste ano, o Talleres disputou  pela primeira veza divisão de elite do Campeonato Nacional Argentino ao garantir uma das cinco vagas destinadas aos times do interior do país.

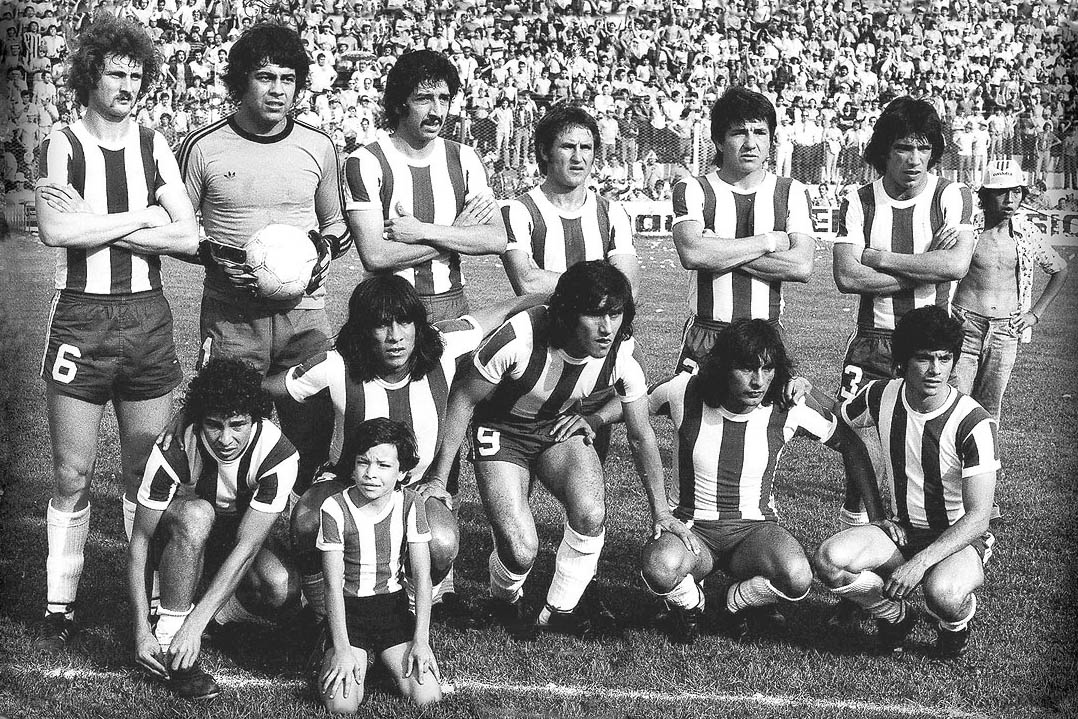
A equipe que sagrou-se vice-campeã do Campeonato Argentino de 1977

 Com participações regulares no campeonato nacional durante a década de 1970, o Talleres viveu seus melhores momentos no período entre os anos de 1976 e 1978. Na edição do , o clube fez uma excelente campanha, tendo sido campeão de seu grupo e se qualificado como um dos quatro semifinalistas do certame. Tendo superado o Newell's Old Boys na semifinal, o Talleres enfrentou o Independiente na grande final, mas terminou como vice-campeão após dois empates (1-1 e 2-2) pelo critério do gol fora de casa. O Talleres também contribuiu com três jogadores para a seleção argentina que venceu a Copa do Mundo de 1978, com Luis Galván (capitão de Talleres) como titular na final e Miguel Oviedo e José Daniel Valencia suplentes. Em 1980, o clube tallarine terminou em terceiro lugar no Campeonato Metropolitano.

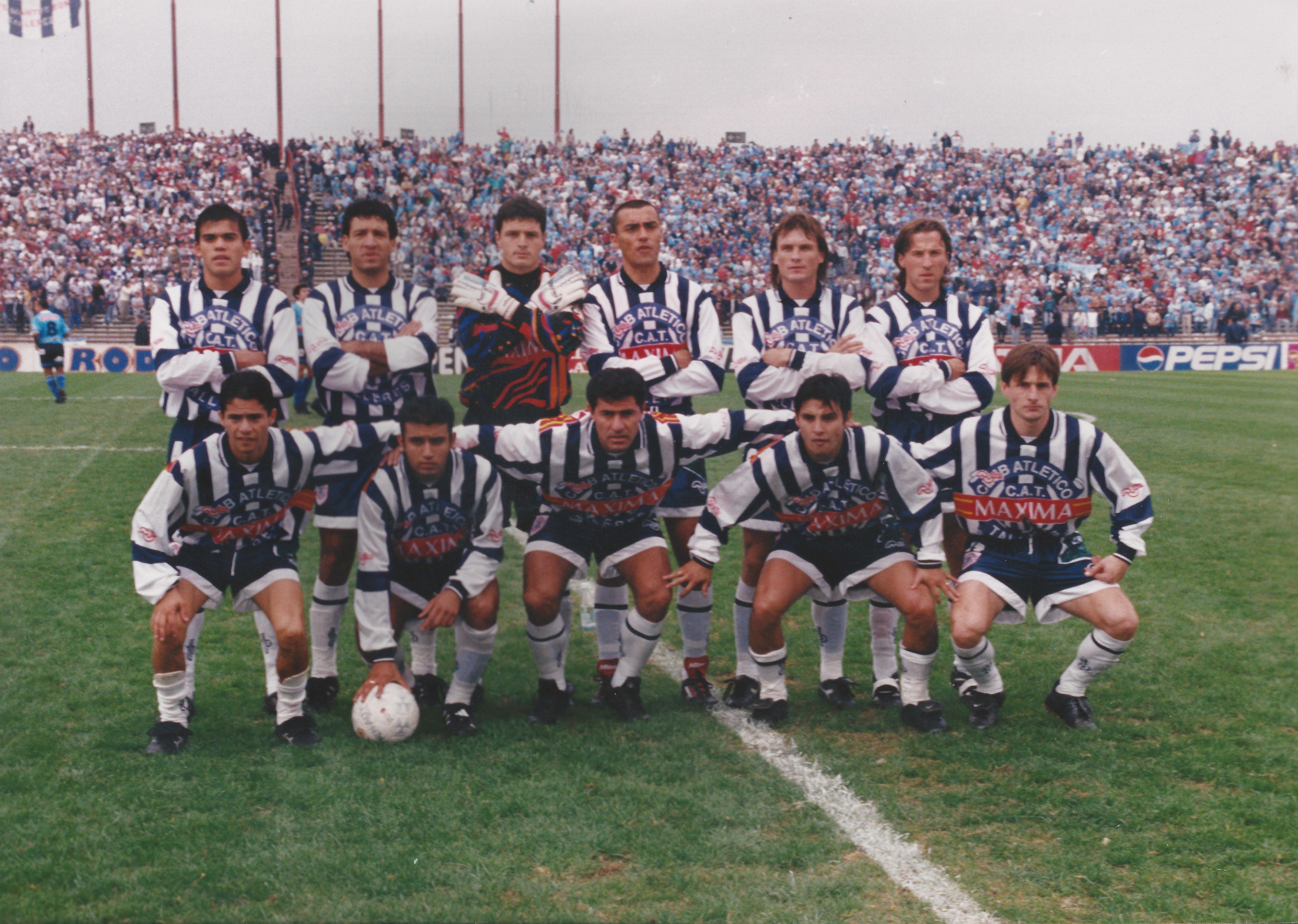
A equipe que conquistou a Primera B Nacional de 1997-98

 O Talleres participou da Primera División argentina até o Torneo Clausura de 1993, quando foi rebaixado para a Primera B Nacional, a segunda divisão nacional do país. A partir daí, tornaram-se frequentes os acessos e descensos da equipe cordobesa no futebol argentino. Em 1998, "La T" conquistou o título da Primera B Nacional 1997/98 ao superar o grande rival Belgrano nos pênaltis, resultado que garantiu não apenas o primeiro título nacional do Talleres, como também a promoção para a Divisão Principal do Campeonato Argentino do ano seguinte.

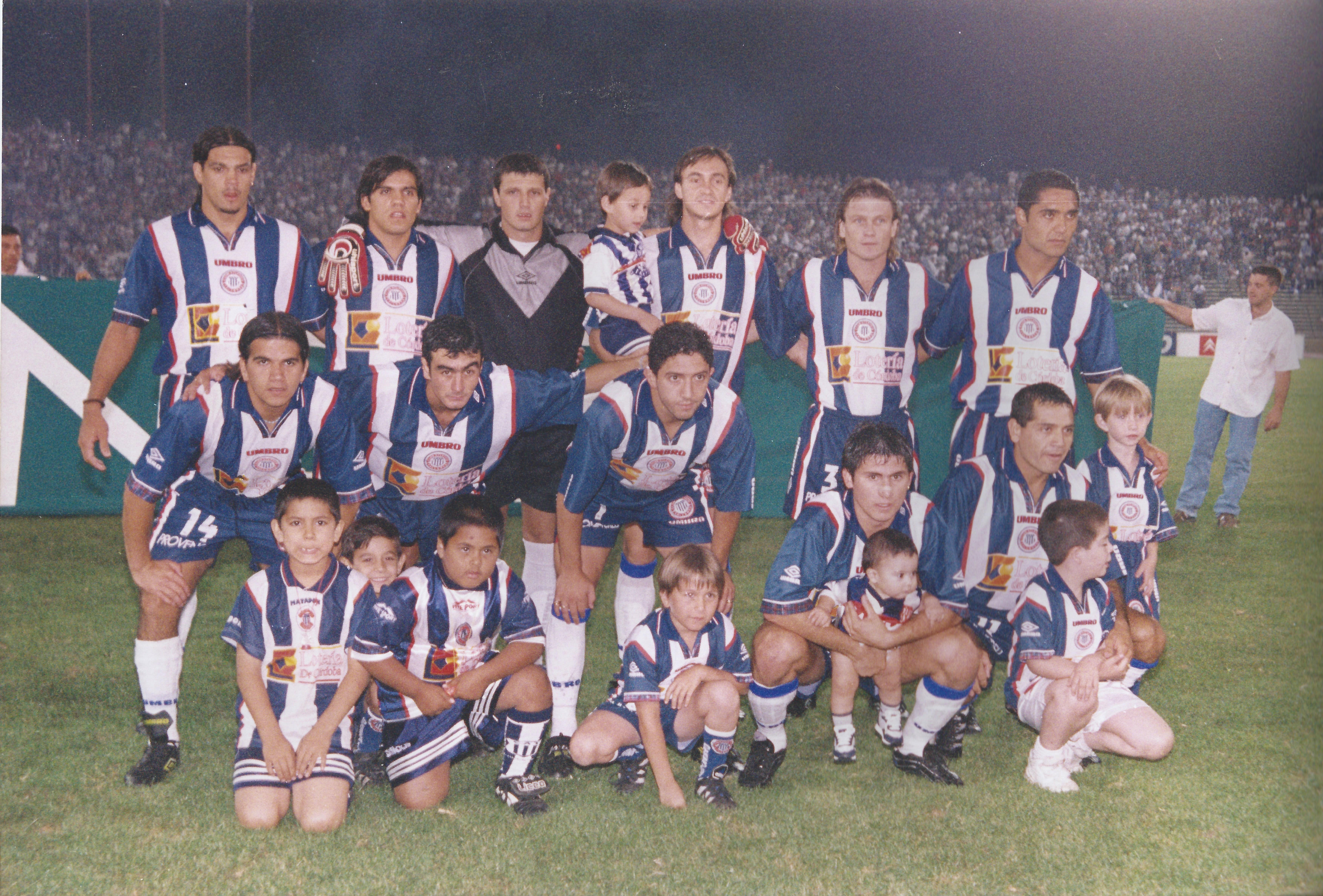
A equipe que conquistou a Copa Conmebol de 1999.

 Em 1999, o clube conquistou seu primeiro e único título internacional, a Copa Conmebol de 1999 (precursora da atual Copa Sul-Americana contra o CSA. Na temporada seguinte, o bom desempenho de Talleres na primeira divisão argentina qualificou o time para disputar, pela primeira vez em sua história, a Copa Mercosul de 2001 e a Copa Libertadores de 2002, sendo o primeiro e único time de Córdoba a se classificar para esses torneios continentais. O time tallarine chegou às oitavas de final do Mercosul, mas perdeu para o Grêmio. Na Copa Libertadores, Talleres teve um desempenho ruim, sendo eliminado na primeira fase. Apesar de terminar em terceiro lugar durante o  e ficar na zona de classificação para a Libertadores, o Talleres, devido aos maus resultados nas duas temporadas anteriores, disputou e perdeu um playoff de acesso-descenso contra os Argentinos Juniors, sendo rebaixado e perdendo sua vaga na Libertadores.
Em 2008-09, Talleres caiu para o Torneo Argentino A – a terceira divisão nacional do país –, tendo retornado à Primera B Nacional somente na temporada 2014, quando caiu novamente. Entre 2015 e 2016, conquistou dois acessos seguindos, alcançando a divisão de elite argentina após 12 temporadas de ausência. O herói do acesso foi Pablo Guiñazú, que marcou o gol da vitória por 2 a 1 sobre o All Boys aos 49 do 2º tempo.
Em 2019, Talleres disputou mais uma vez a Copa Libertadores e, em 2021, a Copa Sul-Americana. Depois de um desempenho muito bom na Copa Argentina, em que "la T" chegou à final, e no campeonato nacional, em que terminou na terceira posição, o clube tallarine voltou à Copa Libertadores do ano seguinte.
O Talleres teve seu melhor desempenho na Copa Libertadores de 2022, chegando às quartas de final. No entanto, o desempenho fraco na liga nacional deixou o clube sem participação internacional para 2023. Pelo segundo ano consecutivo, o Talleres foi vice-campeão da Copa Argentina, perdendo a final por 0 a 1 para o Patronato.
O clube também vendeu jogadores para clubes importantes da Europa nesse período, em um contexto histórico em que a maioria dos clubes que vendem jogadores diretamente para equipes da UEFA são, em sua maioria, os de Buenos Aires. Alguns deles foram Nahuel Bustos, Piero Hincapié, Facundo Medina, Andrés Cubas e Ramón Sosa. Muitos deles chegaram a jogar em suas seleções nacionais.
Outros jogadores de futebol que foram convocados para jogar em seu país depois de sua passagem pelo Talleres incluem Julio Buffarini e Mateo Retegui; enquanto Alan Franco, Matías Catalán, Matías Galarza, Miguel Navarro e Diego Valoyes foram convocados enquanto faziam parte do clube.
Entre 2023 e 2024, o Talleres terminou na segunda posição da Primera División duas vezes seguidas. Isso permitiu que o clube fosse considerado um dos melhores clubes sul-americanos das últimas décadas e garantiu vagas consecutivas para jogar a Copa Libertadores. Os maiores artilheiros durante esses anos foram Nahuel Bustos e Federico Girotti, respectivamente, enquanto os maiores assistentes foram Rodrigo Garro e Rubén Botta, nessa ordem.

## Títulos
| CONTINENTAIS | CONTINENTAIS                   | CONTINENTAIS | CONTINENTAIS |
|              | Competição                     | Títulos      | Temporadas |
| ------------ | ------------------------------ | ------------ | --- |
|              | Copa Conmebol                  | 1            | 1999 |
| NACIONAIS    |                                |              | |
|              | Competição                     | Títulos      | Temporadas |
|              | Supercopa Internacional        | 1            | 2023 |
|              | Campeonato Argentino - Série B | 2            | 1997-98, 2016 |
|              | Torneo Federal A               | 2            | 2012-13, 2015 |
|              | Copa Hermandad                 | 1            | 1977 |
| REGIONAIS    |                                |              | |
|              | Competição                     | Títulos      | Temporadas |
|              | Liga Cordobesa de Futebol      | 27           | 1915, 1916, 1918, 1921, 1922, 1923, 1924, 1934, 1938, 1939, 1941, 1944, 1945, 1948, 1949, 1951, 1953, 1958, 1960, 1963, 1969, 1974, 1975, 1976, 1977, 1978, 1979 |

### Campanhas de destaque
- Campeonato Argentino de Futebol: vice-campeonato em 1977, 2023 e 2024.
- Copa Argentina de Fútbol: vice-campeonato em 2019-20 e 2022.

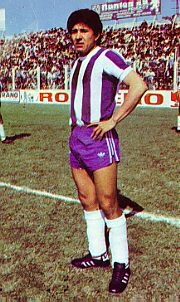
O defensor Luis Galván era jogador do Talleres quando conquistou com a Seleção Argentina a Copa do Mundo de 1978